# Fur (ö)
Fur (äldre förekommande stavning: Fuur) är en liten ö i Limfjorden i Danmark, omedelbart norr om halvön Salling. Den ligger i regionen Region Mittjylland, i den nordvästra delen av landet, 250 km nordväst om Köpenhamn.
Fur har 767 invånare (2020). Ön har en yta på 22 kvadratkilometer och har endast mindre områden med skog. Öns högsta punkt är bronsåldergravhögen Stendal Høje 76 meter över havet.